# Mission archéologique française de Shabwa
Pour les articles homonymes, voir Mission archéologique française.
La mission archéologique française de Shabwa  est une équipe française de recherche en archéologie sur le site de Shabwa (Yémen). Elle a été créée, à l'initiative de Jacqueline Pirenne dès 1974. Elle est dirigée par Jean-François Breton depuis 1978 qui a assuré les missions archéologiques de terrain jusqu'en 2001 et qui coordonne depuis les publications des recherches. Son principal terrain d'activité fut le Gouvernorat de Shabwa, division administrative moderne qui recouvre approximativement le territoire de trois royaumes antiques, Hadramaout (Capitale Shabwa), 'Awsan (Capitale Hajar Yahir) et Qatahan.